# Пуголовочка туркменська
Пуголовочка туркменська (Benthophiloides turcomanus) — вид риб з родини Бичкових (Gobiidae). Один із двох представників роду Пуголовочка (Benthophiloides). Дрібнорозмірна демерсальна риба, що сягає довжини 3 см.
Поширений у південній частині Каспійського моря на глибинах близько 27 м, біля узбережжя Ірану і Туркменістана.